# ميشيل هيرست
ميشيل هيرست (بالإنجليزية: Michelle Hurst)‏ هي ممثلة أمريكية، ولدت في 1 يونيو 1942 ببروكلين في الولايات المتحدة.

## أعمال

### أفلام
- (2003) في الجرح[4]

### مسلسلات
- البرتقالي هو الأسود الجديد
- قانون ونظام

## وصلات خارجية
- ميشيل هيرست على موقع IMDb (الإنجليزية)
- ميشيل هيرست على موقع ألو سيني (الفرنسية)
- ميشيل هيرست على موقع أول موفي (الإنجليزية)
- ميشيل هيرست على موقع قاعدة بيانات الأفلام السويدية (السويدية)
- ميشيل هيرست على موقع قاعدة بيانات الفيلم (الإنجليزية)
- ميشيل هيرست على موقع كينوبويسك (الروسية)